# Mary Read

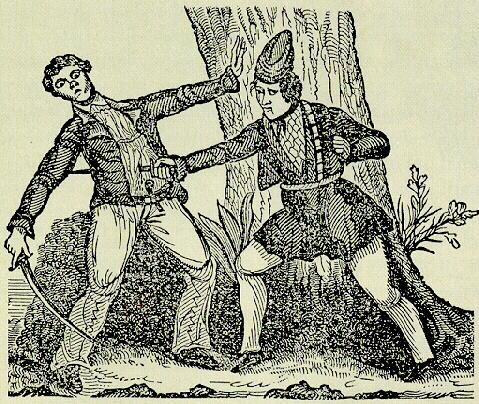
Mary Read till höger. Träsnitt från 1700-talet.

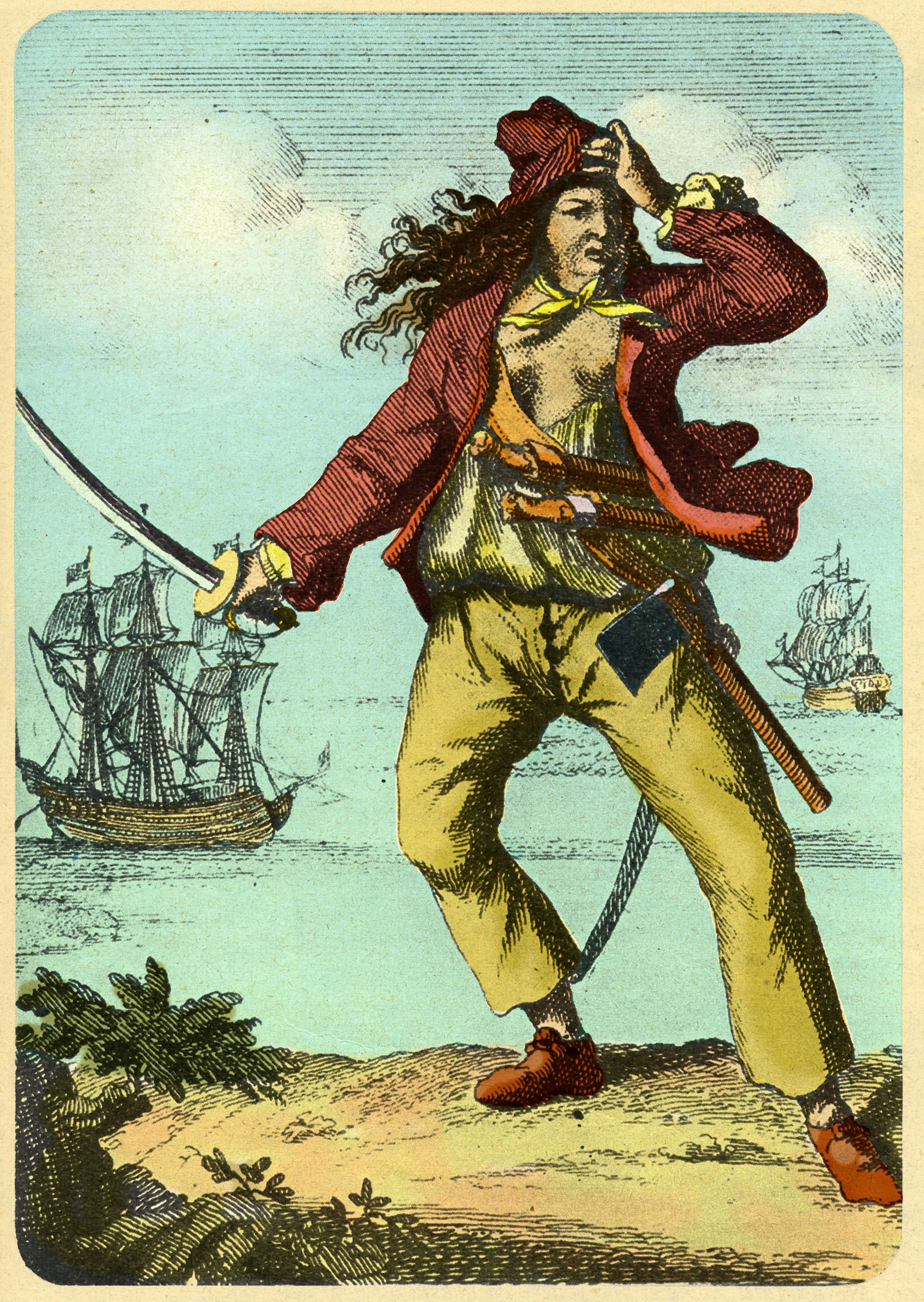
Mary Read

Mary Read, också känd som Mark Read, född 1685 i England, död 28 april 1721 i Port Royal, Jamaica var en av historiens mest kända kvinnliga pirater. Hon seglade med Anne Bonny och John Rackham.  

## Barndom
Marys föddes utanför äktenskapet, till en fattig mor. Modern hade en son tillsammans med sin make. Då sonen dog valde modern att låtsas att Mary var sonen, som därför kläddes i pojkkläder. Som pojke var det lättare att få arbete och Mary arbetade först som betjänt hos en rik kvinna, och sedan som sjöman.  
Så småningom tog Mary värvning. Storbritannien var allierad med Nederländerna mot Frankrike. Mary, utklädd till man, ska ha deltagit i striderna innan hon förälskade sig i en flandersk soldat. De både gifte sig och öppnade värdshuset  "De drie hoefijzers" (De tre hästskorna) i Nederländerna.  
Efter att hennes man avlidit klädde sig Mary åter som man och tog värvning igen. Då Nederländerna inte var i krig så fanns det emellertid inte möjlighet att göra karriär, så Mary slutade och gick ombord på ett skepp på väg mot Västindien.  

## Pirat
Skeppet kapades dock av pirater, vilka Mary Read valde (eller kanske tvingades att) ansluta sig till. Cirka 1718-1719 accepterade hon ett kungligt påbud som benådade de pirater som kapitulerade. Efter det tog hon värvning på ett skepp som jagade pirater, men medverkade i ett myteri och blev pirat på nytt. År 1720 anslöt hon sig till John Rackhams besättning på skeppet The Dragon. Hon bar fortfarande manskläder, men det sägs att John Rackham kände till att hon egentligen var kvinna. 
Mary Read började känna sig hemma på skeppet och var väl medveten om att en annan man hade börjat visa tycke för henne. Mary avslöjade för den lika korte mannen att hon var kvinna, men det visade sig att beundraren också var en förklädd kvinna, närmare bestämt Anne Bonny. De två kvinnorna blev snart bästa vänner. Mary Read var en mycket duktig skytt och var nästan lika bra på att fäktas som Anne Bonny. De båda var kända för att vara de blodtörstigaste på hela skeppet.

## Slutet
År 1720 blev The Dragon övermannad av piratjägare och besättningen ställdes in för rätta. Men inne i rättsalen i Spanish Town avslöjade piratkvinnorna att båda var med barn, vilket en läkare bekräftade, och de dömdes till fängelse istället för döden.
Mary Read dog av feber i fängelsecellen kort innan hennes förstfödde barn skulle födas men det är okänt vad som hände med Anne Bonny. Vissa menar att hon försvann spårlöst, kanske utsläppt av någon som arbetade i fängelset. 
Åren mellan 1690 och 1730, då Mary Read och Anne Bonny levde, kallas ibland för "Piraternas guldålder".